# Trichoferus arenbergeri
Trichoferus arenbergeri är en skalbaggsart som beskrevs av Holzschuh 1995. Trichoferus arenbergeri ingår i släktet Trichoferus och familjen långhorningar. Inga underarter finns listade i Catalogue of Life.